# GOOD BYE MY SCHOOL DAYS
「GOOD BYE MY SCHOOL DAYS」（グッド バイ マイ スクール デイズ）は、DREAMS COME TRUEの44作目のシングル。2009年2月25日発売。

## 概要
- 前作「連れてって 連れてって」から約3か月ぶりとなる、2009年のシングル第1弾。デビュー20周年カウントダウン企画「3,2,1,0!もう一度、生まれよう。」の第3弾「1,」である。
- 曲の内容はタイトル通り、卒業ソングとなっている。
- 元々この曲は吉田美和が高校生の時に制作されており、自身の高校卒業ライブでも披露したことのある曲である。
- 収録曲はDREAMS COME TRUEによるオリジナルバージョンの他、スカバンドのオレスカバンド、女優の多部未華子、ロックバンドのFUZZY CONTROLの3組が参加し、カバーしたものが収録されており、オフィシャルサイトでは「史上初のカバーシングル」とされている。このシングルは、正式なアーティスト名はDREAMS COME TRUE+オレスカバンド+多部未華子+FUZZY CONTROLと連名になっている。この作品が多部にとって歌手デビュー作となった。また、曲ごとにアレンジも異なる。
- ジャケットにはドリカムの2人とカバーに参加したメンバーが写っている。吉田美和は「SCHOOL」の2つ目の「O」の中に写っている。
- 公式オルゴールアルバム『DREAMS COME TRUE MUSIC BOX Vol.2 - SPRING RAIN-』と同時発売。

## 収録曲
- 作詞、作曲：吉田美和

1. GOOD BYE MY SCHOOL DAYS -ドリ系-
  - 中村正人はずっとこの曲をドリカムとして吉田美和に歌って欲しいと言い続けてきたが、「この歌は18歳の時の私だから歌えない」と断り続けられていた。中村が「吉田美和をドリカムがカバーするのはどう？」というアイディアにより、吉田も納得したという。ちなみに吉田も18歳の頃のヴォーカルスタイルを意識してレコーディングを行ったとのこと。
  - アルバム『DO YOU DREAMS COME TRUE?』に収録。表示はないが、シングルとは別バージョンで収録されている。
  - NHKフレッシャーズキャンペーンソング。
2. GOOD BYE MY SCHOOL DAYS -オレスカ系-
3. GOOD BYE MY SCHOOL DAYS -多部ちゃん系-
4. GOOD BYE MY SCHOOL DAYS -ファジコン系-

## 収録アルバム
- DO YOU DREAMS COME TRUE? (#1、アルバム・バージョン)

## ミュージックビデオ
- ミュージックビデオは、カバーに参加している多部未華子が卒業式を迎えた学園の教師役で出演。校庭ではオレスカバンド、美術室ではFUZZY CONTROLが学生服を着て演奏、多部自身も屋上で歌うシーンがあり、楽曲は収録されている4曲がメドレーミックス形式になっている。DREAMS COME TRUE当人はPVに出演していない。DVD「20th Anniversary DREAMS COME TRUE CONCERT TOUR 2009 "ドリしてます?"」の初回盤に収録。